# Belippo anguina
Belippo anguina är en spindelart som beskrevs av Simon 1909 [1910. Belippo anguina ingår i släktet Belippo och familjen hoppspindlar. Inga underarter finns listade.